# Two Faced
"Two Faced" é uma canção da banda norte-americana de rock Linkin Park. Foi lançada como o quarto single do oitavo álbum de estúdio da banda, From Zero (2024), em 13 de novembro de 2024, junto com um videoclipe. Assim como "Heavy Is the Crown", também de From Zero, "Two Faced" apresenta uma sonoridade nu metal e rap rock encontrada nos lançamentos mais antigos da banda, como Hybrid Theory (2000) e Meteora (2003).

## Composição
"Two Faced" é estilisticamente descrita como uma canção dos gêneros nu metal, hard rock e rap rock. A faixa foi notada como um "[retorno]" ao Hybrid Theory e ao Meteora, sendo particularmente comparada a "One Step Closer". Os temas da música envolvem traição e manipulação.

## Recepção
A canção foi recebida positivamente por Maria Sherman da ABC News, que descreveu-a como um dos "momentos mais gratificantes" de From Zero.

## Videoclipe
O videoclipe de "Two Faced" foi dirigido pelo DJ da banda Joe Hahn e foi lançado em 13 de novembro de 2024. O vídeo apresenta a banda tocando a música em um ambiente industrial. Alex Harris, da Neon Music, descreveu que o clipe "retrata a banda tocando em um espaço que parece restritivo, amplificando a tensão que percorre toda a faixa".

## Desempenho nas tabelas musicais
| Tabelas musicais (2024)                                 | Melhor posição |
| ------------------------------------------------------- | -------------- |
| Alemanha (Offizielle Deutsche Charts)                   | 5              |
| Áustria (Ö3 Austria Top 75)                             | 7              |
| Bélgica (Ultratop 50 da Valônia)                        | 49             |
| Bélgica (Ultratop 50 de Flandres)                       | 49             |
| Brasil (Billboard Brasil Hot 100)                       | 55             |
| Canadá (Canadian Hot 100)                               | 57             |
| Eslováquia (Singles Digitál Top 100)                    | 13             |
| Estados Unidos (Billboard Hot Rock & Alternative Songs) | 14             |
| Estados Unidos (Bubbling Under Hot 100 Singles)         | 7              |
| Finlândia (Suomen virallinen lista)                     | 38             |
| França (SNEP)                                           | 49             |
| Grécia (IFPI)                                           | 22             |
| Hungria (Single Top 40)                                 | 26             |
| Irlanda (IRMA)                                          | 68             |
| Itália (FIMI)                                           | 82             |
| Japão (Hot Overseas — Billboard Japan)                  | 19             |
| Letônia (LaIPA)                                         | 8              |
| Lituânia (AGATA)                                        | 43             |
| Luxemburgo (Billboard)                                  | 7              |
| Mundo (Billboard Global 200)                            | 29             |
| Nova Zelândia (Hot Singles — RMNZ)                      | 4              |
| Países Baixos (Single Top 100)                          | 51             |
| Polônia (Polish Streaming Top 100)                      | 32             |
| Reino Unido (UK Rock & Metal OCC)                       | 3              |
| Reino Unido (UK Singles Chart)                          | 22             |
| República Tcheca (Singles Digitál Top 100)              | 10             |
| Suécia (Sverigetopplistan)                              | 73             |
| Suíça (Schweizer Hitparade)                             | 6              |

## Créditos e pessoal
Créditos adaptados através do Tidal.
Linkin Park
- Emily Armstrong – vocais, composição
- Colin Brittain – bateria, composição, coprodução
- Brad Delson – guitarra, composição, coprodução
- Dave "Phoenix" Farrell –  baixo, composição
- Joe Hahn – toca-discos, samples, programação, composição
- Mike Shinoda – vocais, teclado, vocais de apoio, guitarra rítmica, composição, produção, engenharia de gravação

Créditos adicionais
- Rich Costey – mixagem
- Ethan Mates – engenharia de gravação
- Emerson Mancini – masterização
- Jeff Citron – assistência de mixagem